# Alberguería (La Vega)

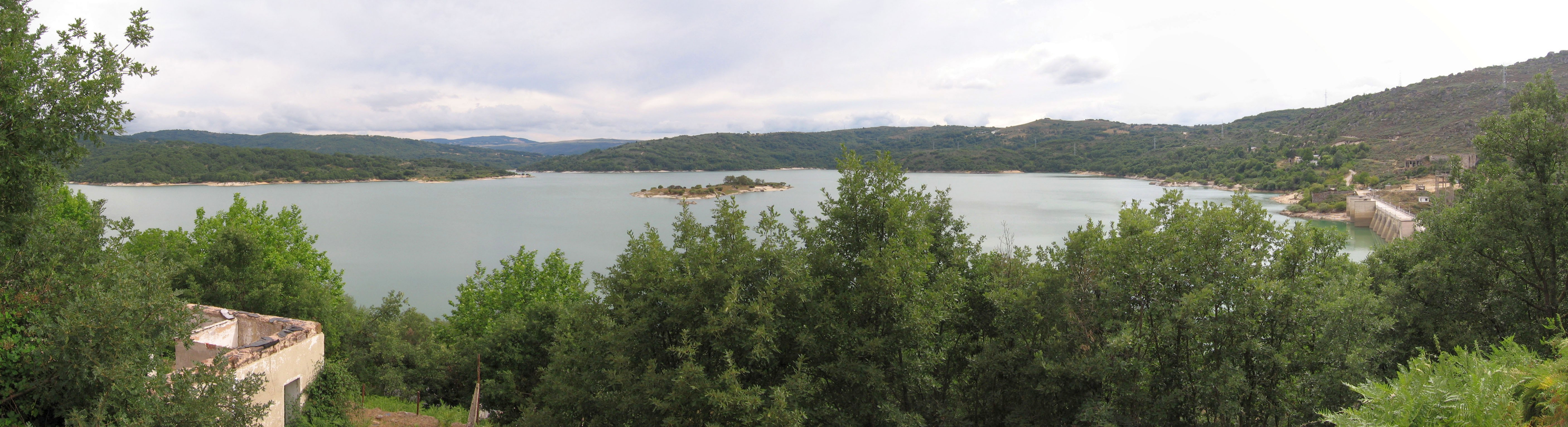
Vista del embalse de Prada.

Alberguería era una aldea y parroquia del municipio de La Vega, inundada en 1958 por la construcción del embalse de Prada sobre el río Jares.
En el momento de la inundación, tenía 103 vecinos y 536 habitantes. La mayoría emigró a Argentina, Venezuela, Brasil, Francia, Alemania, Suiza, País Vasco y Cataluña, y unos pocos se trasladaron a Orense y Vigo. La iglesia parroquial, de estilo neoclásico, fue reconstruida en 1959 en la Vega de Cascallana (Rubiana).
Actualmente, existe una asociación cultural que trabaja para recuperar la memoria de la comunidad.